# Banari
Banari (sardinski: Bànari) je grad i općina (comune) u pokrajini Sassariju u regiji Sardiniji, Italija. Nalazi se na nadmorskoj visini od 419 metara i ima 580 stanovnika.
 Prostire se na 21,25 km2. Gustoća naseljenosti je 27 st/km2.
Susjedne općine su: Bessude, Florinas, Ittiri i Siligo.